# 阿波隆·彼得罗夫
阿波罗·亚历山大罗维奇·彼得罗夫（俄语：Аполлон Александрович Петров，1907年6月7日—1949年1月11日），是苏联外交官、政治家、汉学家，是研究中国古代哲学的专家。抗日战争时期与家人来华，曾担任苏联驻重庆大使馆一等秘书、大使馆参赞。1943年回苏联，曾担任外交部情报司司长、外交人民委员部出版局副局长。1945年担任苏联驻中国全权大使，协助莫洛托夫同国民党政府签订《中苏友好条约》。